# Have a Cigar
Have a Cigar è un singolo del gruppo musicale britannico Pink Floyd, pubblicato nel 1975 come unico estratto dal nono album in studio Wish You Were Here.

## Descrizione
Interamente composto dal bassista Roger Waters, il testo riflette una forte critica all'ipocrisia e all'avidità all'interno del mondo dell'industria musicale. Viene infatti descritto un discografico che, sigaro in bocca, promette successo e ricchezza, imponendo al gruppo la realizzazione di un album e del successivo tour. Tale fatto rispecchia in realtà l'esperienza avuta dal gruppo al momento della conclusione del primo contratto discografico con la EMI.
Il brano è inoltre caratterizzato per non essere cantato da alcun componente del gruppo, bensì dal cantautore britannico Roy Harper. Waters e David Gilmour avevano tentato di cantare la canzone in due diverse versioni, così come in duetto (il brano è disponibile nelle riedizioni Experience e Immersion dell'album), senza essere soddisfatti dei risultati. Harper, che stava registrando il suo album HQ nello Studio 2 degli Abbey Road Studios, mentre i Pink Floyd lavoravano nello Studio 3, si offrì di cantare la parte (Gilmour stava registrando per lui delle parti di chitarre nel brano The Game). Harper ha eseguito la canzone dal vivo con la band almeno in un'occasione, durante la loro apparizione al Knebworth Festival del 1975.

## Tracce
Testi e musiche di Roger Waters, eccetto dove indicato.
7" (Australia, Canada, Giappone, Messico, Nuova Zelanda, Stati Uniti, Sudafrica)
- Lato A

1. Have a Cigar – 3:29

- Lato B

1. Welcome to the Machine – 7:25

7" (Belgio, Italia, Paesi Bassi, Portogallo, Spagna)
- Lato A

1. Have a Cigar – 4:24

- Lato B

1. Shine On You Crazy Diamond (Part 1) – 3:50 (Richard Wright, Roger Waters, David Gilmour)

## Formazione
Gruppo
- David Gilmour – chitarra elettrica, tastiera
- Roger Waters – basso
- Richard Wright – wurlitzer, minimoog, clavinet Hohner
- Nick Mason – batteria

Altri musicisti
- Roy Harper – voce

## Cover
- Nel 1979 la Warner Bros. Records pubblicò un 12" uno speciale "disco mix" di Have a Cigar opera dei Rosebud, un gruppo guidato dal compositore Gabriel Yared, proveniente dal loro album Discoballs: A Tribute to Pink Floyd. La canzone raggiunse la posizione numero 4 nella classifica di Billboard Disco Top 80 nel giugno 1979. La B-side era una versione disco di Money, altro brano sempre dei Pink Floyd.
- Nel 1992 i Primus registrarono una cover del brano includendola come traccia di chiusura del loro EP Miscellaneous Debris. La loro versione contiene delle liriche leggermente differenti: «The band is just fantastic, of the town you are the talk/Man, but who the hell's this guy they call Bob Cock?»
- I Dream Theater hanno integrato il riff principale del brano all'interno di Peruvian Skies durante i concerti nel 1998; una di queste versioni è stata inserita nell'album dal vivo Once in a LIVEtime.
- I Foo Fighters incisero due differenti cover della canzone. La prima venne inclusa come b-side del CD singolo di Learn to Fly, mentre la seconda, con Brian May alla chitarra solista, apparve in origine sulla colonna sonora del film Mission: Impossible II, e successivamente su Amazon.com come bonus track del loro album Greatest Hits del 2009 e nel 2011 nella raccolta Medium Rare. Entrambe le versioni vedono alla voce il batterista Taylor Hawkins. Dal 6 dicembre 2019 la cover è disponibile nell'EP 01999925.
- Gli Onetwo hanno realizzato una propria versione di Have a Cigar per il loro album Instead del 2007.
- Nel 2007 Bobby Kimball ha inciso una propria versione del brano, inclusa in una raccolta di cover dei Pink Floyd prodotta dalla Purple Pyramid Records.
- I Gov't Mule hanno eseguito la canzone nel loro album dal vivo Dark Side of the Mule del 2008.
- Un CD gratuito, allegato al numero di ottobre 2011 della rivista musicale britannica Mojo include una versione del brano ad opera di John Foxx e The Maths. La rivista ha poi offerto una versione completa del brano come download gratuito dal sito web.
- Fidlar ha registrato una cover della canzone assieme a Dr. Dre e AM nel 2018. La loro versione contiene delle liriche leggermente differenti: «We’ll buy you a new liver. By the way, which one is FIDLAR/fiddler?»